# 浜本喜三郎
浜本 喜三郎（はまもと きさぶろう、1885年（明治18年）5月22日 - 1956年（昭和31年）10月14日）は、日本の陸軍軍人。最終階級は陸軍中将。

## 経歴
京都府出身。1905年（明治38年）11月、陸軍士官学校（第18期）を卒業。翌年6月、陸軍歩兵少尉に任官し歩兵第9連隊付となる。1917年（大正6年）11月、陸軍大学校（第29期）を卒業した。
1918年（大正7年）7月、教育総監部付勤務となり、陸士教官、第18師団参謀、歩兵第77連隊大隊長、教育総監部課員などを経て、1925年（大正14年）12月から一年間、陸大専攻学生として学んだ。1926年（大正15年）12月、陸軍歩兵学校教官となり、陸軍省人事局課員を経て、1930年（昭和5年）8月、歩兵大佐に昇進し歩兵学校教官となる。1931年（昭和6年）8月、歩兵第16連隊長に就任し、陸士生徒隊長、第7師団参謀長などを歴任し、1935年（昭和10年）3月、陸軍少将に進級し歩兵第18旅団長となる。
1935年12月、熊本陸軍教導学校長に発令され、1938年（昭和13年）3月、陸軍中将に進み第3独立守備隊司令官に就任。同年11月、第104師団長に親補され日中戦争に出征し、広東攻略戦などに参加。1940年（昭和15年）12月、北部軍司令官となり北方の防衛に従事。1942年（昭和17年）8月、予備役に編入。1945年（昭和20年）4月に召集され、京都師管区司令官を務めた。
1947年（昭和22年）11月28日、公職追放仮指定を受けた。

## 栄典
- 1940年（昭和15年）8月15日 - 紀元二千六百年祝典記念章[2]